# Riverhills
Riverhills är en del av en befolkad plats i Australien. Den ligger i kommunen Brisbane och delstaten Queensland, omkring 15 kilometer sydväst om delstatshuvudstaden Brisbane. Antalet invånare är 3 819.
Runt Riverhills är det tätbefolkat, med 286 invånare per kvadratkilometer.. Närmaste större samhälle är Brisbane, omkring 15 kilometer nordost om Riverhills. 
I omgivningarna runt Riverhills växer huvudsakligen savannskog. Genomsnittlig årsnederbörd är 1 252 millimeter. Den regnigaste månaden är januari, med i genomsnitt 248 mm nederbörd, och den torraste är oktober, med 34 mm nederbörd.